# Fissidens rupicola
Fissidens rupicola är en bladmossart som beskrevs av Jean Édouard Gabriel Narcisse Paris och Brotherus 1906. Fissidens rupicola ingår i släktet fickmossor, och familjen Fissidentaceae. Inga underarter finns listade i Catalogue of Life.